# Stetten (Lago de Constanza)

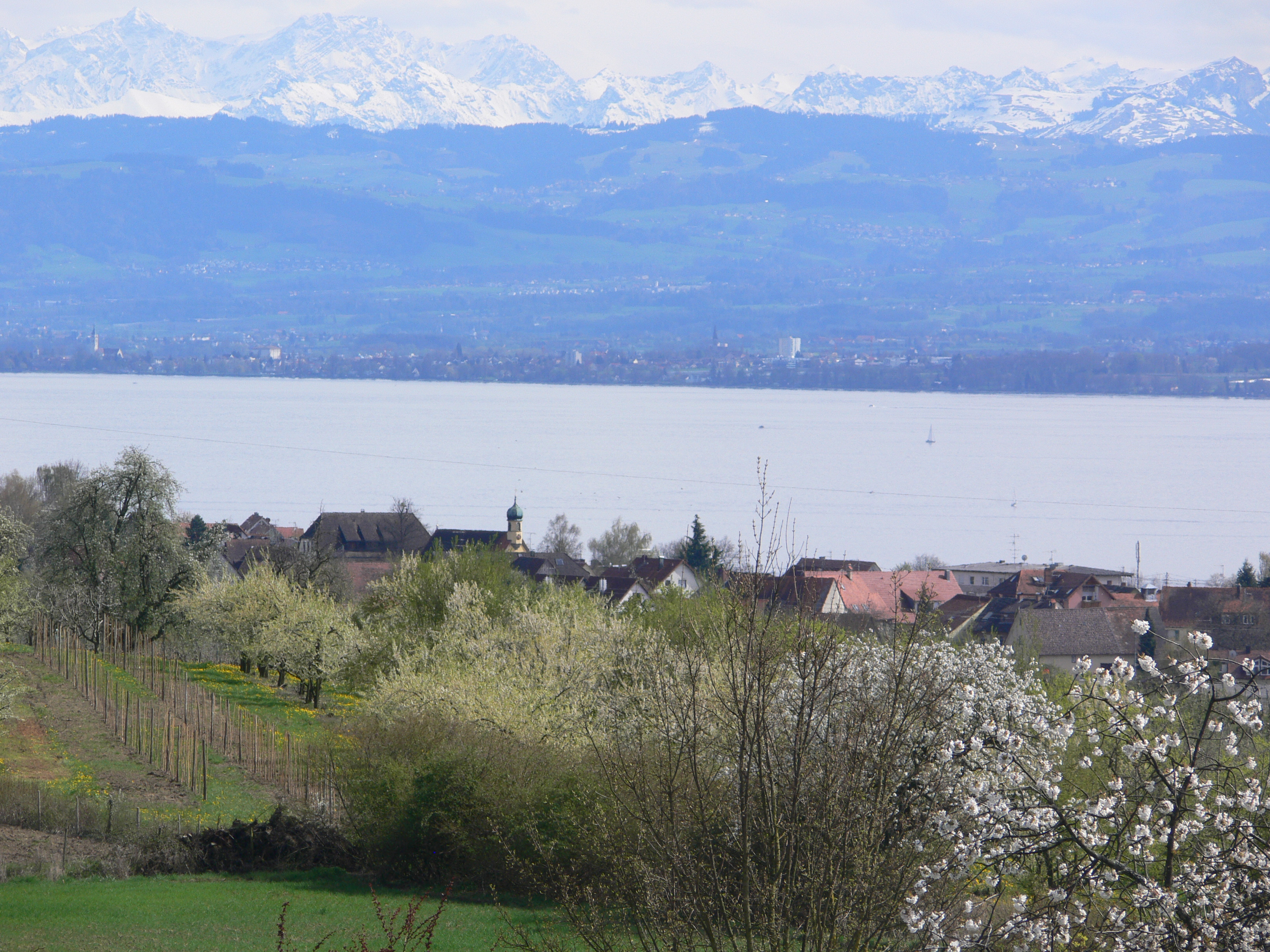
Vista sobre Stetten (distrito del lago de Constanza) y el lago de Constanza hasta los Alpes

Stetten es un municipio alemán perteneciente al distrito del lago de Constanza en el estado federado de Baden-Wurtemberg. Con sólo unos 1000 habitantes es el municipio independiente más pequeño en el distrito del lago de Constanza. Tiene una playa de una longitud de 1100 m que es libremente accesible. En total, el territorio municipal comprende 430 ha. El centro de la aldea está ubicado a una altitud de 470 m s. n. m.